# Міра (Куенка)
Міра (ісп. Mira) — муніципалітет в Іспанії, у складі автономної спільноти Кастилія-Ла-Манча, у провінції Куенка. Населення — 847 осіб (2010).
Муніципалітет розташований на відстані близько 210 км на схід від Мадрида, 70 км на південний схід від Куенки.
На території муніципалітету розташовані такі населені пункти: (дані про населення за 2010 рік)
- Ла-Каньяда: 18 осіб
- Міра: 829 осіб

## Демографія
Динаміка населення (INE ):

## Галерея зображень

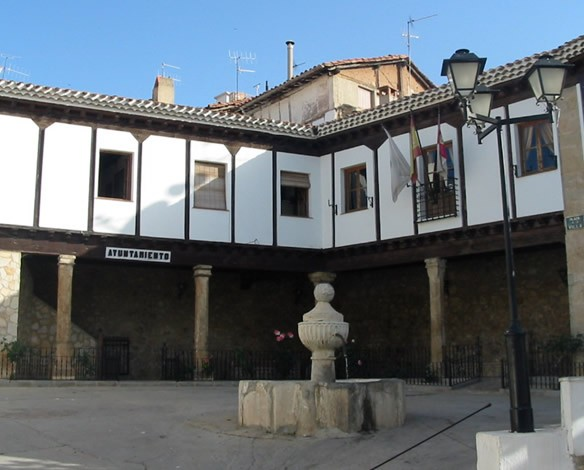
Муніципальна рада
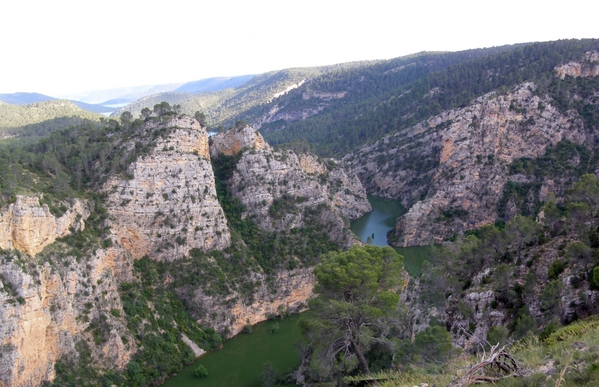
Ущелина річки Міра